# 行尊

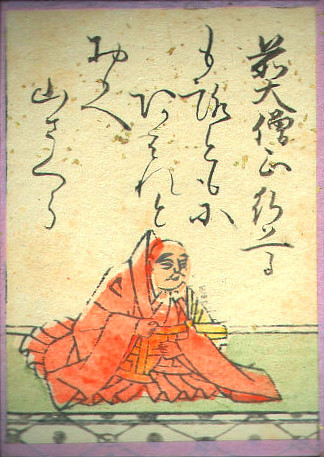
行尊

行尊（ぎょうそん、天喜3年（1055年）- 長承4年2月5日（1135年3月21日））は、平安時代後期の天台宗の僧侶・歌人。平等院大僧正とも呼ばれる。

## 生涯と業績
父は参議源基平。園城寺（三井寺）の明尊の下で出家、頼豪から密教を学び、覚円から灌頂を受けた。延久2年（1070年）頃より大峰山・葛城山・熊野などで修行し、修験者として知られた。
永久4年（1116年）、2代熊野三山検校に補任。熊野と大峰を結ぶ峰入りの作法としての順峰（熊野本宮から大峰・吉野へ抜ける行程）選定をおこなったという。嘉承2年（1107年）5月、法眼に叙せられる。また、同年12月鳥羽天皇即位に伴いその護持僧となり、加持祈祷によりしばしば霊験を現し、公家の崇敬も篤かった。のちに、園城寺の長吏に任じられ、保安4年（1123年）には天台座主となったが、延暦寺と園城寺との対立により6日で辞任している。天治2年（1125年）、大僧正。崇福寺・円勝寺・天王寺（四天王寺）など諸寺の別当を歴任する一方、衰退した園城寺を復興した。
なお、鎌倉時代に編纂されたと推定される『寺門高僧記』に収められた行尊の「観音霊所三十三所巡礼記」は西国三十三所巡礼の確かな初見史料として高く評価されている。
歌人としても有名で、作品が小倉百人一首にも収録されている。また、『金葉和歌集』以下の勅撰和歌集に48首入首。歌集に『行尊大僧正集』がある。
- 小倉百人一首
  - 66番 もろともに あはれと思へ 山桜 花よりほかに 知る人もなし （『金葉和歌集』雑521[7]）

また、能筆であったという話も伝わっている。